# Parque Histórico del Navia
El Parque Histórico del Navia es un proyecto territorial nacido del acuerdo firmado en julio de 2005 entre el presidente del Principado de Asturias, D. Vicente Álvarez Areces, y los alcaldes de los municipios que integran la comarca del valle del río Navia: Boal, Coaña, El Franco, Grandas de Salime, Illano, Navia, Pesoz, Tapia de Casariego y Villayón, con el objetivo de ofrecer un producto cultural y turístico basado en la explotación conjunta de los recursos ubicados en los citados concejos. Con el Parque Histórico del Navia se aspira a conformar un espacio rural sostenible basado en el mejor aprovechamiento de todos los recursos endógenos existentes.

## Itinerarios temáticos
El Parque Histórico del Navia cuenta con tres puertas de entrada: una, en Puerto de Vega, en el concejo de Navia; otra, en Grandas de Salime (en el castro del Chao Samartín), y la tercera, en Tapia de Casariego. De esta manera, se introduce simbólicamente al visitante en tres diferentes recorridos temáticos propuestos:
- Los primeros pobladores: un recorrido que parte de la puerta grandalesa para mostrar construcciones megalíticas, castros y explotaciones auríferas, etc., algunas de las huellas más antiguas del hombre en la comarca.
- Los señores de las casas palacio: un recorrido que parte de la puerta tapiega, llevando al visitante por palacios construidos desde la Edad Media hasta el siglo XIX, y que dan buena cuenta de los sistemas señoriales de explotación de las tierras y de las técnicas constructivas de esa época.
- Historias del mar: un recorrido que comienza en Puerto de Vega, y está ligado al mar, a los puertos, las playas, los ríos, acercándonos al modo de vida de marinos y cazadores de ballenas, de familias cuya fuente de sustento fue el mar.